# برن‌ول (ویرجینیای غربی)
برن‌ول (به انگلیسی: Burnwell) یک منطقهٔ مسکونی در ایالات متحده آمریکا است که در شهرستان کاناوا، ویرجینیای غربی واقع شده‌است. برن‌ول ۲۷۰٫۹۷ متر بالاتر از سطح دریا واقع شده‌است.